# Harry Stuhldreher
Harry Augustus Stuhldreher (* 14. Oktober 1901 in Massillon, Ohio, USA; † 26. Januar 1965 in Pittsburgh, Pennsylvania; Spitznamen Stuly oder Stuhlie) war ein US-amerikanischer American-Football-Spieler und -Trainer. Er spielte unter anderem als Quarterback.

## Herkunft
Die Vorfahren von Harry Stuhldreher stammten ursprünglich aus Preußen und wanderten 1850 über Bremen in die USA ein. Stuhldreher spielte American Football für die Massillon Washington High. 1915 im Alter von 14 Jahren lernte er den damaligen Assistenztrainer der Notre Dame Fighting Irish Knute Rockne kennen. Rockne spielte zu dieser Zeit auch für die Massillon Tigers, ein professionelles Footballteam, welches in der Geburtsstadt von Stuhldreher beheimatet war. Stuhldreher bot sich Rockne als Kofferträger an, da er sich so freien Eintritt in das Footballstadion erhoffte. Nachdem seine Eltern umgezogen waren, besuchte Stuhldreher die High School in Saltsburg, Pennsylvania.

## Laufbahn

### Collegespieler
1921 erhielt Stuhldreher ein Stipendium an der University of Notre Dame, deren Cheftrainer zu dieser Zeit Knute Rockne war. In den Spielzeiten 1922, 1923 und 1924 bildete Stuhldreher zusammen mit Elmer Layden, Don Miller und Jim Crowley das Offensive Backfield der Mannschaft der Notre Dame Fighting Irish. Stuhldreher lief als Quarterback auf, betätigte sich aber auch auf anderen Positionen. Zur damaligen Zeit war American Football ein Laufspiel und ein Quarterback wurde nur selten als Werfer eingesetzt. In erster Linie lief er selbst mit dem Ball bzw. übergab diesen an einen Runningback und kam dann als Blocker zum Einsatz. Da Quarterbacks auch nach der Ballübergabe getackelt werden durften, mussten sie große läuferische Fähigkeiten besitzen, um den gegnerischen Abwehrspielern ausweichen zu können. Stuhldreher war im Gegensatz zu den heutigen Quarterbacks sehr klein (er war nur 170 cm groß) und sehr leicht (68 kg), was seiner Schnelligkeit zugutekam. Als Läufer erzielte er 10 Touchdowns, hinzu kamen 12 Touchdowns als Returner.
Harry Stuhldreher war einer der ersten Quarterbacks im American Football, der auch als Passwerfer zum Einsatz kam. In drei Jahren warf er 67 mal den Ball, der 43 mal gefangen werden konnte. Dabei erzielte er 10 Touchdowns.
Stuhldreher und seine Mitspieler im Offensive Backfield bildeten die Four Horsemen of Notre Dame – ein Synonym, das ihnen vom amerikanischen Sportreporter Grantland Rice verliehen wurde. 1924 konnte die Mannschaft aus South Bend alle ihrer 10 Spiele gewinnen, was den Einzug in den Rose Bowl mit sich brachte. Dort konnte die Mannschaft der Stanford University mit 27:10 geschlagen werden. Insgesamt liefen die Four Horsemen in 30 Spielen auf, lediglich zwei Spiele gingen verloren.

### Profispieler
Im Jahr 1925 spielte Stuhldreher für die Hartford Blues, einer Profimannschaft, die erst 1926 in die NFL aufgenommen wurden.
1926 schloss sich Stuhldreher der Mannschaft der Brooklyn Horsemen an. Einer Mannschaft, die in der American Football League angesiedelt war. Die Mannschaft ging noch im gleichen Jahr in den Brooklyn Lions auf, die in der NFL spielten. Noch im gleichen Jahr stellten die Lions ihren Spielbetrieb ein und die Profilaufbahn von Stuhldreher war nach wenigen Spielen beendet.

### Trainer
Unmittelbar nach seiner Spielerlaufbahn wurde Stuhldreher Trainer der Villanova University und 1935 Trainer der Wisconsin Badgers, der American Football Mannschaft der University of Wisconsin–Madison. 1947 beendete er seine Footballlaufbahn.

## Nach der Karriere
1950 schloss sich Stuhldreher der Firma US Steel an. 1960 trat er in den Ruhestand. Er starb an Krebs und ist auf dem Calvary Cemetery in Pittsburgh beerdigt.

## Abseits des Spielfelds
Stuhldreher war verheiratet und hatte vier Söhne. Er schrieb zwei Bücher, eines über seinen alten Trainer Rockne und ein weiteres über die Fähigkeiten, die ein Quarterback haben sollte. Er spielte sich zudem in einem Film über die University of Notre Dame selbst.

## Ehrungen
1958 wurde Stuhldreher in die College Football Hall of Fame aufgenommen. Er war während seiner Laufbahn am College dreimal All American-Spieler. Die US-amerikanische Post verewigte 1998 die Four Horsemen auf einer Briefmarke.

## Werke
- Harry August Stuhldreher, Knute Rockne, man builder, Macrae Smith Co; 1st edition (1931)
- Harry Stuhldreher, Quarterback Play

## Quelle
- Jens Plassmann: NFL – American Football. Das Spiel, die Stars, die Stories (= Rororo 9445 rororo Sport). Rowohlt, Reinbek bei Hamburg 1995, ISBN 3-499-19445-7.
- Jim Lefebvre: Loyal Sons. The Story of the four Horsemen and Notre Dame Football's 1924 champions. Great Day Press, Minneapolis MN 2008, ISBN 978-0-9818841-0-3.

| Personendaten    | Personendaten                                                                      |
| ---------------- | ---------------------------------------------------------------------------------- |
| NAME             | Stuhldreher, Harry                                                                 |
| ALTERNATIVNAMEN  | Stuhldreher, Harry Augustus (Geburtsname); Stuhly (Spitzname); Stuhlie (Spitzname) |
| KURZBESCHREIBUNG | US-amerikanischer Footballspieler und Footballtrainer                              |
| GEBURTSDATUM     | 14. Oktober 1901                                                                   |
| GEBURTSORT       | Massillon, Ohio, USA                                                               |
| STERBEDATUM      | 26. Januar 1965                                                                    |
| STERBEORT        | Pittsburgh, Pennsylvania, USA                                                      |